# Claudia Lössl
Claudia Lössl (Monaco di Baviera, 2 ottobre 1966) è un'attrice e doppiatrice tedesca.

## Filmografia

### Televisione
- La casa del guardaboschi (Forsthaus Falkenau) - serie TV (8 episodi) (1989)
- Happy Holiday - serie TV (1992)
- L'ispettore Derrick (Derrick) - serie TV (1993)
- Un caso per due (Ein Fall für zwei) (2 episodi) (1994-1995)
- Dr. Stefan Frank - Der Arzt, dem die Frauen vertrauen - serie TV (1995)
- 14º Distretto (Großstadtrevier) - serie TV (1 episodio) (1996)
- Il commissario Zorn (Der Ermittler) - serie TV (2003)
- Die Rosenheim-Cops - serie TV (1 episodio) (2008)

## Doppiaggio

### Film
- Drew Barrymore in Scream
- Penélope Cruz in Carne trémula, Tutto su mia madre, Lezioni d'amore, Gli abbracci spezzati, Pirati dei Caraibi - Oltre i confini del mare, The Counselor - Il procuratore, Gli amanti passeggeri, Venuto al mondo, Zoolander 2, Assassinio sull'Orient Express
- Alicia Silverstone in Scooby-Doo 2 - Mostri scatenati
- Naomi Watts in King Kong, La promessa dell'assassino, The International, Mother and Child, Fair Game - Caccia alla spia, Dream House, J. Edgar, Diana - La storia segreta di Lady D, Giovani si diventa, Demolition - Amare e vivere, Shut It
- Marisa Tomei in Professore per amore, Spider-Man: Homecoming, Spider-Man: Far from Home, Spider-Man: No Way Home
- Missi Pyle in Un ciclone in casa
- Rebecca Romijn in Il diario di Jack
- Sarah Clarke in Twilight, The Twilight Saga: Eclipse
- Jessica Steen in Pat, la mamma virtuale

### Film d'animazione
- Cora in Alla ricerca di Nemo
- Lettie in Il castello errante di Howl
- Ryōko Matsuzaki in La collina dei papaveri

### Serie televisive
- Lisa Kudrow in Innamorati pazzi
- Josie Davis in Beverly Hills 90210
- Wendy Moniz in The Guardian
- Jacqueline McKenzie in 4400
- Andrea Roth in Rescue Me
- Natalie Zea in Dirty Sexy Money
- Nicole Sullivan in $#*! My Dad Says
- Lena Headey in Il Trono di Spade
- Indira Varma in  Obi-Wan Kenobi
- Chioma Umeala in One Piece

### Serie televisive d'animazione
- M’Ress in Star Trek
- Minako Aino/Sailor Venus in Sailor Moon
- Jessie in Pokémon
- Bonnie Swanson in I Griffin
- Mamma in Caillou
- Hope in Ben 10: Omniverse
- Unity in Rick and Morty